# Seven Waves Away
Seven Waves Away (bra: Barco sem Rumo) é um filme britânico dirigido por Richard Sale e estrelado por Tyrone Power, Mai Zetterling, Lloyd Nolan e Stephen Boyd. Foi lançado em 3 de dezembro de 1957, pela Columbia Pictures.
Richard Sale adaptou o filme de seu conto de 1938 com o mesmo nome, publicado originalmente pela Scribner's Magazine. O enredo tem semelhanças com o naufrágio real do navio americano William Brown em 1841. O William Brown atingiu um iceberg a 250 milhas de Newfoundland e perdeu 31 de seus 65 passageiros. Dois barcos com 17 tripulantes e os passageiros restantes escaparam do naufrágio.

## Sinopse
Após o naufrágio do transatlântico Crescent Star, quase vinte sobreviventes encontram refúgio em um bote salva-vidas projetado para apenas dez. É o capitão Holmes quem terá que decidir qual deles permanecerá a bordo do barco, cada vez mais enfraquecido por muitas provações.

## Elenco
- Tyrone Power ... Alec Holmes
- Mai Zetterling ...Julie White
- Lloyd Nolan ...Frank Kelly
- Stephen Boyd ...Will McKinley
- Moira Lister ...Edith Middleton
- James Hayter ..."Cookie" Morrow
- Marie Lohr ...Dorothy Knudson
- Finlay Currie ...Sr. Wheaton
- John Stratton ...Jimmy "Sparks" Clary
- Victor Maddern ...Willy Hawkins
- David Langton ...John Hayden
- Eddie Byrne ...Michael Faroni
- Noel Willman ...Aubrey Clark
- Moultrie Kelsall ...Daniel Cane
- Robert Harris ...Arthur J. Middleton
- Gordon Jackson ...John Merritt
- Orlando Martins ...Sam Holly